# Delminichthys ghetaldii
Delminichthys ghetaldii es una especie de peces de la familia de los Cyprinidae en el orden de los Cypriniformes. Su nombre se origina en honor al horticulturalista de Dubrovnik barón Francesco Ghetaldi-Gondola (1833-1899), quien facilitó su colección de este tipo de peces de una cueva subterránea de Herzegovina en la segunda mitad del siglo XIX.

## Morfología
Los machos pueden llegar a alcanzar los 10 cm de longitud total.

## Hábitat
Es un pez de agua dulce.

## Distribución geográfica
Se encuentra en Dalmacia, Europa.